# РК Партизан Тиват
Рукометни клуб Партизан Тиват, црногорски је рукометни клуб из Тивта, који се такмичи у Првој лиги Црне Горе. Основан је 1949. године.
Једном је освојио титулу првака Црне Горе, једном је завршио на другом мјесту, док је једном освојио Куп Црне Горе, а два пута је играо финале.

## Успјеси
| Такмичење                | Такмичење                | Број                     | Година                   |                          |                          |
| Национално првенство — 1 | Национално првенство — 1 | Национално првенство — 1 | Национално првенство — 1 | Национално првенство — 1 | Национално првенство — 1 |
| ------------------------ | ------------------------ | ------------------------ | ------------------------ | ------------------------ | ------------------------ |
| Првенство Црне Горе      | Првак                    | 1                        | 2016/17.                 |                          |                          |
| Првенство Црне Горе      | Други                    | 1                        | 2017/18.                 |                          |                          |
| Национални куп — 1       |                          |                          |                          |                          |                          |
| Куп Црне Горе            | Побједник                | 1                        | 2015/16.                 |                          |                          |
| Куп Црне Горе            | Финалиста                | 2                        | 2017/18, 2019/20.        |                          |                          |

## Учешће у европским такмичењима
Партизан је три пута учествовао у европским такмичењима, два пута у ЕХФ челенџ купу и једном у ЕХФ лиги Европе:
| Сезона   | Такмичење       | Коло                    | Клуб               | Прва утакмица | Друга утакмица | Укупни резултат |  |  |
| -------- | --------------- | ----------------------- | ------------------ | ------------- | -------------- | --------------- |  |  |
|          |                 |                         |                    |               |                |                 |  |  |
| 2014/15. | ЕХФ челенџ куп  | Треће коло              | Диделанж           | 28 : 38       | 26 : 37        | 54 : 75         |  |  |
| 2014/15. | ЕХФ челенџ куп  |                         |                    |               |                |                 |  |  |
| 2016/17. | ЕХФ челенџ куп  | Треће коло              | Строволос Никозија | 27 : 21       | 22 : 22        | 49 : 43         |  |  |
| 2016/17. | ЕХФ челенџ куп  | Осмина финала           | Валур              | 21 : 21       | 24 : 24        | 55 : 55         |  |  |
|          |                 |                         |                    |               |                |                 |  |  |
| 2017/18. | ЕХФ Лига Европе | Прво коло квалификација | Ахил Бохолт        | 19 : 38       | 20 : 32        | 39 : 70         |  |  |